# Zweite Ungarische Republik
Die Zweite Ungarische Republik (offiziell Republik Ungarn, ungarisch Magyar Köztársaság) war ein Binnenstaat in Mitteleuropa, welcher als Nachfolgestaat des Königreichs Ungarn von 1946 bis 1949 existierte und in die Volksrepublik Ungarn aufging.

## Geschichte
Im Zuge der sowjetischen Besetzung Ungarns am 4. April 1945 durch die Rote Armee, der Abschaffung der Ungarischen Monarchie und der ersten freien Parlamentswahl in Ungarn im November 1945, wurde Zoltán Tildy (Unabhängige Partei der Kleinlandwirte) mit der Regierungsbildung beauftragt, wobei die wahre Macht in den Händen der sowjetischen Besatzungsbehörden verblieb und auf sowjetischen Drängen wichtige Ministerposten, wie das Innenministerium, von Mitgliedern der Ungarischen Kommunistische Partei besetzt wurden. Im Januar 1946 entstand in Budapest der Volksgerichtshof, der bis Oktober 1946 25 Kriegsverbrecher darunter Béla Imrédy, Döme Sztójay, László Bárdossy, Ferenc Szálasi und Andor Jaross zum Tode verurteilte.
Am 1. Februar 1946 wurde schließlich die Republik mit Zoltán Tildy als Staatspräsident von Parlamentspräsident Ferenc Nagy vor einer großen Menschenmenge vor dem Parlamentsgebäude in Budapest ausgerufen. Vier Tage später wurde Ferenc Nagy zum Ministerpräsidenten ernannt. Unter dem Vorwand der Kollektivschuld, wurden ab April 1946 etwa 200.000 Ungarndeutsche, die bei der Volkszählung 1941 entweder ihre Nationalität oder ihre Sprache als deutsch angaben, zunächst enteignet und in Sammellagern untergebracht und dann teilweise mit Viehwaggons außer Landes gebracht. Im Zuge der Pariser Friedenskonferenz von 1946, wurden die Grenzen Ungarns von vor 1938 wiederhergestellt, sodass die im Ersten und Zweiten Wiener Schiedsspruch Ungarn zugesprochenen Gebiete wieder zu Rumänien, Jugoslawien und der Tschechoslowakei kamen. Die Karpatenukraine wurde von der Sowjetunion besetzt. Ende Juli 1946 wurde der Stark von einer Hyperinflation geschwächte Pengő mit einem Wechselkurs von 400 Quadrilliarden zu 1, durch den Forint ersetzt. Nachdem im August 1946 der tschechoslowakische Präsident Edvard Beneš ein Dekret erlassen hatte das allen Personen, die bei einer Volkszählung 1930 ihre Nationalität als deutsch oder ungarisch angegeben hatten, die Staatsbürgerschaft entzog, einigte man sich zu einem Tschechoslowakisch-ungarischer Bevölkerungsaustausch, bei dem zwischen 1946 und 1948 jeweils etwa 70.000 Menschen ihre Heimat verlassen mussten.
Unter dem neu ernannten Innenminister László Rajk, wurde 1947 die AVÓ, eine politische Geheimpolizei nach dem Muster des sowjetischen NKGB gegründet. In der Parlamentswahl im selben Jahr, die unter dem massiven Druck der sowjetischen Besatzer stattfand, konnte die Ungarische Kommunistische Partei, wenn auch nur knapp eine Mehrheit mit 22,25 % erzielen. In der Folge wurde Lajos Dinnyés zum Ministerpräsident ernannt. Den Führern der nichtkommunistischen Parteien wurde durch Mátyás Rákosi ein Ultimatum gestellt nach dem sie entweder mit der neuen Regierung zusammenarbeiten oder ins Exil gehen müssten.
1948 wurde die Sozialdemokratische Partei Ungarns gezwungen sich mit der Kommunistischen Partei Ungarns zur Partei der Ungarischen Werktätigen (ungarisch Magyar Dolgozók Pártja) zusammenzuschließen. István Dobi ersetzte Lajos Dinnyés als Ministerpräsident und Árpád Szakasits wurde neuer Staatspräsident. Im August wurde eine Agrarreform bekanntgegeben, die Bauern zwang sich landwirtschaftlichen Kollektiven anzuschließen. Dies führte wie auch schon 1919 zu Protesten in ländlichen Regionen.
Die letzten Parlamentswahlen im Mai 1949 wurden nach Einheitslisten durchgeführt, zugelassen waren nur kommunistische Parteien. Die Partei der Ungarischen Werktätigen erlangte eine absolute Mehrheit von 97,1 %. Am 18. August wurde die neue Verfassung der Volksrepublik Ungarn verabschiedet. In ihrem Wortlaut entsprach sie der Verfassung der Sowjetunion von 1936 und trat am 20. August 1949 in Kraft.